# Uru-Eu-Wau-Wau
Uru-Eu-Wau-Wau (Uru-Eu-Uau-Uau, Uruewawau, Eru-Eu-Wau-Wau), indijansko pleme iz podgrupe Tupi-Kawahib, porodice Tupian, iz brazilske države Rondônia. Pleme živi uz gornji tok rijeke Jaciparaná, Cautário, i Jamari. 
Godine 1994. za njih je utemeljen rezervat Uru-Eu-Wau-Wau (Terra Indígena Uru-Eu-Wau-Wau), na području općine Monte Negro, kako bi se zaštitili od ilegalnih dolazaka drvosjeća i farmera. 
Na području rezervata nalazi se pored plemena Jupaú ili Uru-Eu-Wau-Wau i još nekoliko manjih skupina kao Amundáwa, Júma i nekontaktirani Jurureí i Parakuara, te dvije ili više skupine čija imena nisu poznata. -Populacija im iznosi 100 (1995); 100 (2006).

## Vanjske poveznice
- Uru-Eu-Wau-Wau
- Mapa da Terra Indígena Uru-Eu-Wau-Wau